# پنی اولکسیاک
پنی اولکسیاک (به انگلیسی: Penny Oleksiak) (زاده ۱۳ ژوئن ۲۰۰۰ تورنتو)، ورزشکار زن در رشته شنا اهل کانادا می‌باشد.

## المپیک ۲۰۱۶
پنی اولکسیاک موفق شد در ۱۶ سالگی در المپیک ۲۰۱۶ مدال طلای شنا را در ۱۰۰ متر آزاد و مدال نقره این بازی‌ها را در ۱۰۰ متر پروانه، همچنین ۲ مدال برنز المپیک را در رشته‌های ۱۰۰×۴ متر آزاد امدادی و ۲۰۰×۴ متر آزاد امدادی کسب کند.